# Cost
Un cost és el muntant econòmic que representa la fabricació de qualsevol component o producte, o la prestació de qualsevol servei. Coneixent el cost d'un producte o servei es pot determinar el preu de venda al públic d'aquest producte o servei, ja que el PVP és la suma del cost més el benefici.
Els principals apartats que té el cost d'un producte són els següents: 
- Preu de les primeres matèries
- Preu de la mà d'obra directa emprada en la seva producció
- Preu de la mà d'obra indirecta emprada en l'organització i funcionament de l'empresa
- Cost d'amortització de maquinària i edificis.